# NGC 1316
NGC 1316 是天炉座的一個透鏡星系。在1億年前，開始吞食一個鄰近較小的螺旋星系NGC 1317。

## 距離
至少有兩種方法被天文學家用來估算NGC1316的距離：2003年的表面亮度波動（SBF）和2006年的行星狀星雲光度函數（PNLF）。
天文學家使用SBF計算出的距離估計值為20.0±1.6Mpc。使用PNLF定位了45個行星狀星雲候選體，距離估計為17.9+0.8
−0.9Mpc。兩次距離測量的平均值估計為62.0±2.9Mly(19.0±0.9Mpc)。